# Светлый (Архангельская область)
Све́тлый — населённый пункт в Холмогорском районе Архангельской области. Единственный населённый пункт Светлозерского сельского поселения.

## География
Находится на востоке Холмогорского района, на железнодорожной линии «Архангельск — Карпогоры». Ближайший населённый пункт — посёлок Сия (Пинежский район). В посёлке заканчивается автодорога «Земцово — Сылога — Светлый». Далее идёт дорога до белогорской деревни Верхняя Паленьга, находящейся на реке Пинега.

## Население
| 2002 | 2010  | 2011  | 2012  | 2013  | 2014  | 2015 |
| ---- | ----- | ----- | ----- | ----- | ----- | ---- |
| 1250 | ↘1163 | ↘1156 | ↘1092 | ↘1045 | ↘1008 | ↘957 |
| 2016 | 2017  | 2018  | 2019  | 2020  | 2021  |      |
| ↘915 | ↘895  | ↘846  | ↘815  | ↘797  | ↗1078 |      |

Население 1156 человек (на 1.01.2011). Численность населения посёлка, по данным Всероссийской переписи населения 2010 года, составляла 1163 человека. В 2005 году было 1467 человек.

## Инфраструктура
В посёлке есть школа, почта, амбулатория, сберегательная касса, пожарная часть, дом культуры, храм прп. Антония Сийского РПЦ МП.

## Радио
- 70,04 (Молчит) Радио России / Радио Поморье
- 102,1 Радио России / Радио Поморье